# Zitkala-Sa
Zitkala-Ša (Yankton, Dakota del Sur, 22 de febrero de 1876 – Washington D. C., 26 de enero de 1938) también conocida como Gertrude Simmons Bonnin, fue una escritora, editora, violinista y activista sioux.

## Carrera
Nació el 22 de febrero de 1876 en la Reserva Indígena Yankton, en Dakota del Sur. Fue criada por su madre, Ellen Simmons. Ingresó en el Earlham College en Richmond, Indiana, donde se graduó en 1895. A partir de ese momento empezó a mostrar un fuerte interés por las letras y la música. De 1897 a 1899 tocó el violín en el Conservatorio de Música de Boston. Escribió una gran cantidad de textos y artículos para revistas y periódicos donde mostraba su apoyo a las tribus indígenas estadounidenses. Trabajando junto a William F. Hanson, Zitkala-Ša escribió las canciones para The Sun Dance Opera, (1913), la primera ópera indígena estadounidense.
Fue cofundadora del Concilio Americano de Indígenas en 1926 para luchar por la ciudadanía y los derechos civiles de las tribus. Sirvió como presidenta del concilio hasta su muerte en 1938. Está enterrada bajo el nombre de Gertrude Simmons Bonnin en el Cementerio Nacional de Arlington. Después de su muerte, la Universidad de Nebraska reeditó muchos de sus textos sobre los aborígenes norteamericanos.

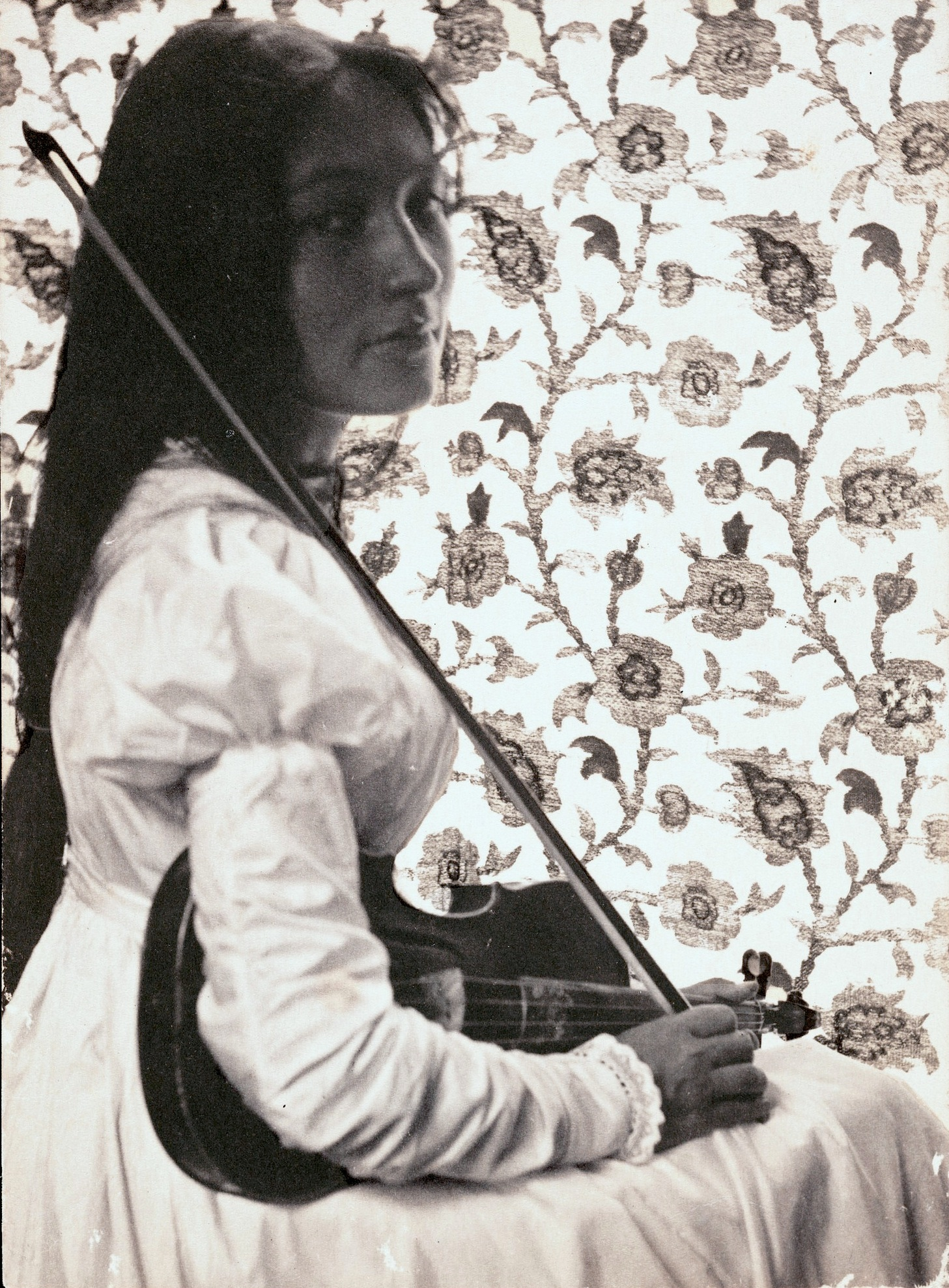
Zitkala-Ša con su violín en 1898